# Лавинајо-Монтеросо
Лавинајо-Монтеросо је насеље у Италији у округу Катанија, региону Сицилија.
Према процени из 2011. у насељу је живело 1398 становника. Насеље се налази на надморској висини од 447 м.